# Carla Laemmle

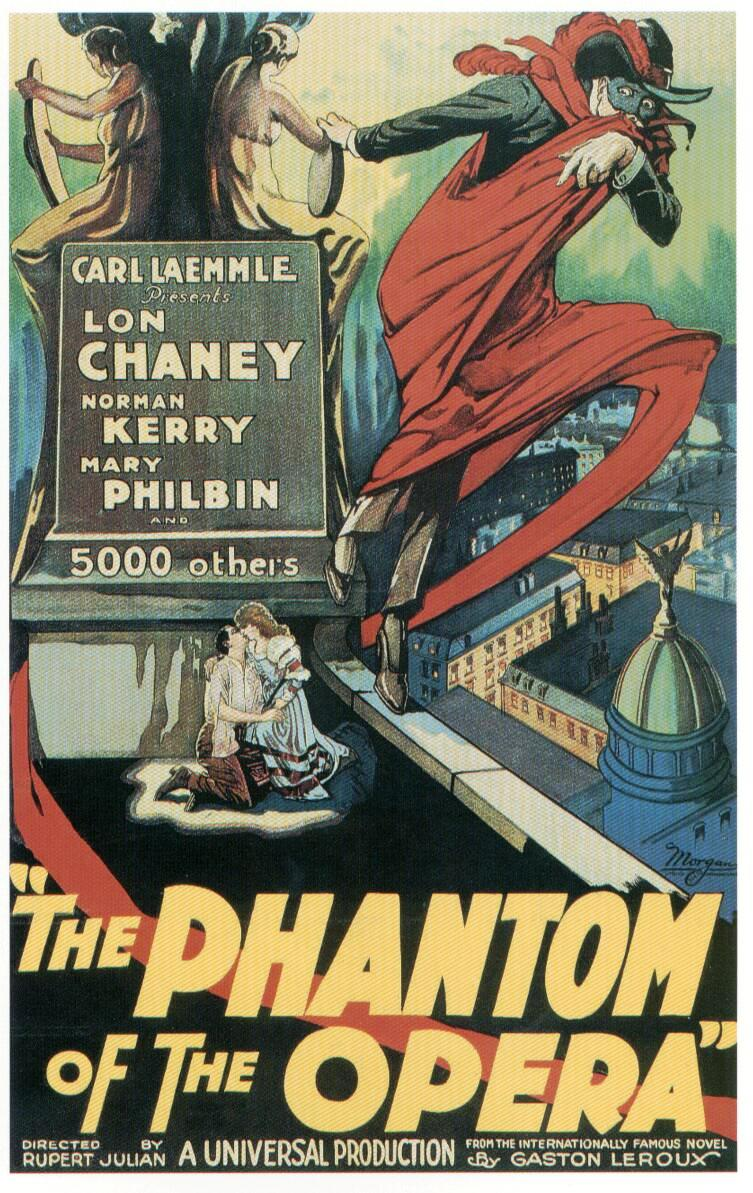
Affiche The Phantom of the Opera (1925), waarin Laemmle debuteerde

Rebecca Isabelle (Carla) Laemmle (Chicago, 20 oktober 1909 – Los Angeles, 12 juni 2014) was een Amerikaans actrice en ‘flapper-girl’, ook bekend onder de namen Carla Lenard en Beth Laemmle. Ze speelde tussen 1925 en 1940 in meerdere belangrijke films, meest in kleinere rollen.

## Biografie
Laemmle begon haar carrière in 1925 (geïntroduceerd door haar oom Carl Laemmle, oprichter van Universal Studios), met een rol in The Phantom of the Opera en verkreeg bekendheid met optredens in The Broadway Melody, The Hollywood Revue of 1929, beide uit 1929, de eerste musicalfilms met geluid. Tegenwoordig is ze nog het meest bekend door een bijrol in Dracula (1931), naast Béla Lugosi. In 2001 keerde ze terug op het witte doek met een vampiersrol in The Vampire Hunters Club en in 2010 speelde ze als 100-jarige nog in de speelfilm Pooltime.
Carla Laemmle overleed op 12 juni 2014.

## Filmografie
- 1925: Phantom of the Opera
- 1927: Topsy and Eva
- 1927: Uncle Tom's Cabin
- 1928: The Gate Crasher
- 1929: The Broadway Melody
- 1929: The Hollywood Revue of 1929
- 1930: King of Jazz
- 1931: Dracula
- 1935: Mystery of Edwin Drood
- 1936: The Adventures of Frank Merriwell
- 1939: On Your Toes
- 2001: The Vampire Hunters Club
- 2010: Pooltime